# Catacomba di San Castulo
La catacomba di San Castulo  è una catacomba di Roma, posta in via San Castulo, nei pressi di via Casilina vecchia, nel quartiere Tuscolano.

## Toponimo
Esso è il primo cimitero fuori Porta Maggiore lungo l'antica via Labicana (oggi via Casilina). La leggendaria passio di San Castulo e il “De locis sanctis martyrum quae sunt foris civitatis Romae” (itinerario per pellegrini della fine del VII secolo) lo collocano iuxta aquaeductum: gli studiosi identificano questo acquedotto con l'acquedotto Claudio lungo la ferrovia Roma-Napoli. Inoltre i due testi indicano il luogo di sepoltura del martire in arenario: questo è un altro segno che permette di identificare la nostra catacomba con quella di San Castulo, in quanto, nell'Ottocento, Giovanni Battista de Rossi aveva scoperto che il cimitero era stato ricavato da un'antica cava di pozzolana.

## Storia
La catacomba, oggi in pessimo stato di conservazione ed inaccessibile, fu scoperta per la prima volta nel 1685 da Raffaele Fabretti, che la identificò con quella di San Castulo per aver trovato dei frammenti di iscrizione (oggi però ritenuti dei falsi) con la scritta martyre dominu Castulu. Fu poi riscoperta dal de Rossi nel 1864.

## I martiri
Due sono i martiri ricordati in questa catacomba. Castulo, celebrato dal Martirologio Romano il 26 marzo, secondo antiche leggende era un cameriere di Diocleziano, che avrebbe dato rifugio nel palazzo imperiale a molti cristiani perseguitati, tra cui lo stesso papa Caio: scoperto a seguito di un tradimento, subì il martirio. Il De locis parla anche di un vescovo martire, Stratonico, di cui però le fonti non dicono assolutamente nulla. Di certo sappiamo che le reliquie dei due martiri furono traslate da papa Pasquale I (817-824) nella basilica di Santa Prassede.